# Sphaerosyllis latipalpis
Sphaerosyllis latipalpis är en ringmaskart som beskrevs av Levinsen 1883. Sphaerosyllis latipalpis ingår i släktet Sphaerosyllis och familjen Syllidae. Inga underarter finns listade i Catalogue of Life.